# Phaenomonas longissima
Phaenomonas longissima är en fiskart som först beskrevs av Jean Cadenat och Marchal, 1963.  Phaenomonas longissima ingår i släktet Phaenomonas och familjen Ophichthidae. Inga underarter finns listade i Catalogue of Life.